# Flugtechnische Fertigungsgemeinschaft Prag
Flugtechnische Fertigungsgemeinschaft Prag (Cooperativa de producció aèria Praga) va ser una empresa aeronàutica alemanya especialitzada en planadors durant la Segona Guerra Mundial.

## Història
Amb la desmebració de Txecoslòvaquia el 1939, el Departament II (Aeronàutic) de l'Institut Tècnic Militar i d'Aviació de Praga es va transformar en el Flugtechnische Versuchsanstalt Prag (Institut Tècnic de vol de Praga), que era la sucursal a Praga de la Deutsche Versuchsanstalt fur Luftfahrt (DVL) (Institut alemany de recerca en aviació)
Amb el suport de DVL, el 1941, es va fundar l'empresa Flugtechnische Fertigungsgemeinschaft Prag. L'empresa va emprar tant estudiants universitaris alemanys com treballadors txecs. La nova empresa es va implicar en la producció de planadors per a les escoles de vol a vela, fabricant i subministrant també diverses peces d'avions més petites a altres fabricants. Després de la guerra va intentar seguir la producció sota direcció txeca, però a finals de 1946 va ser liquidada.